# Магнолія (пам'ятка природи)
Магно́лія — ботанічна пам'ятка природи місцевого значення в Україні. Розташована в місті Стрий Львівської області, на вулиці Т. Шевченка, 70 (територія школи № 2). 
Площа 0,05 га. Статус надано 1984 року. Перебуває у віданні СШ № 2. 
Статус надано з метою збереження одного екземпляра магнолії.

## Світлини

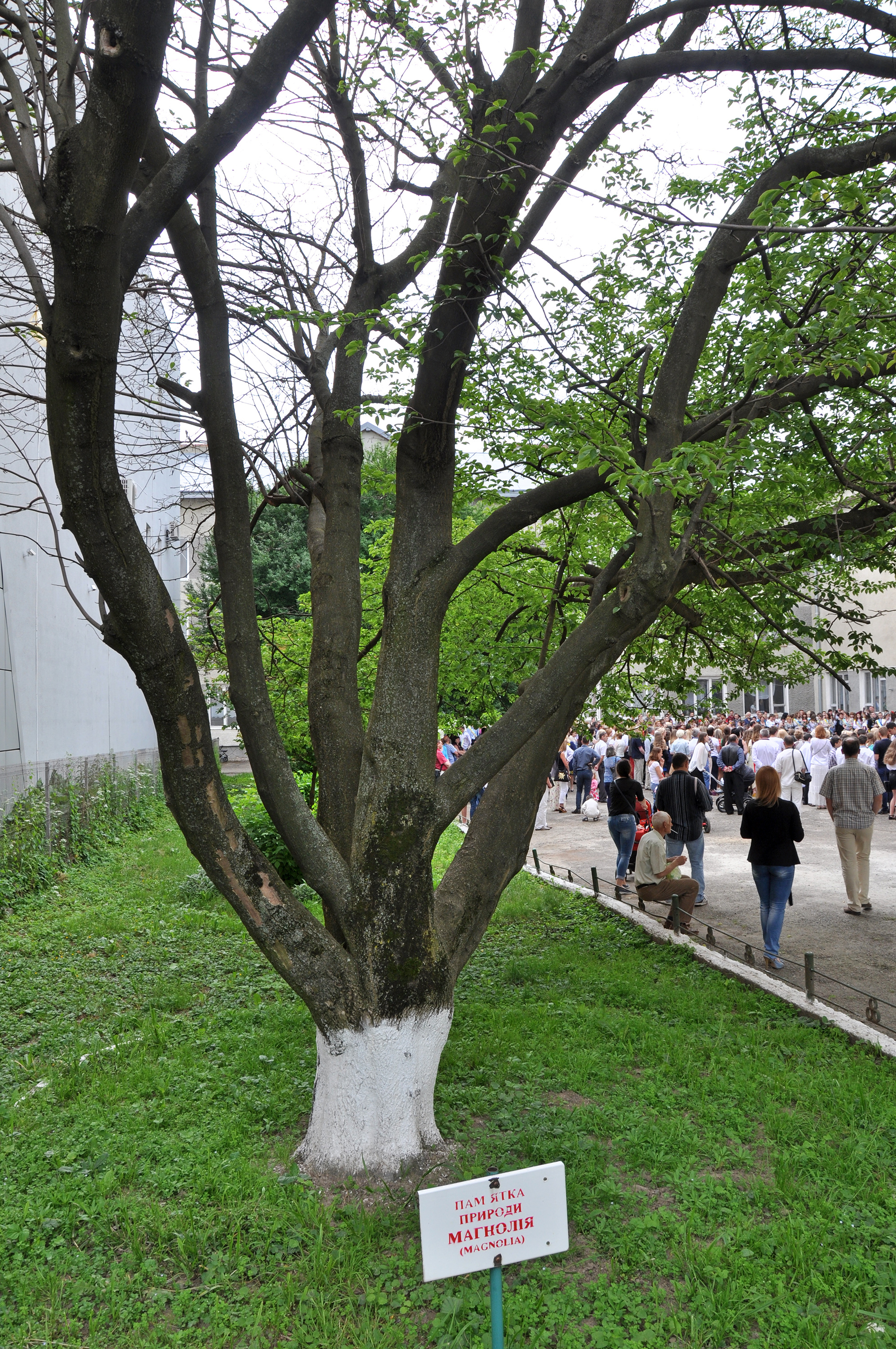
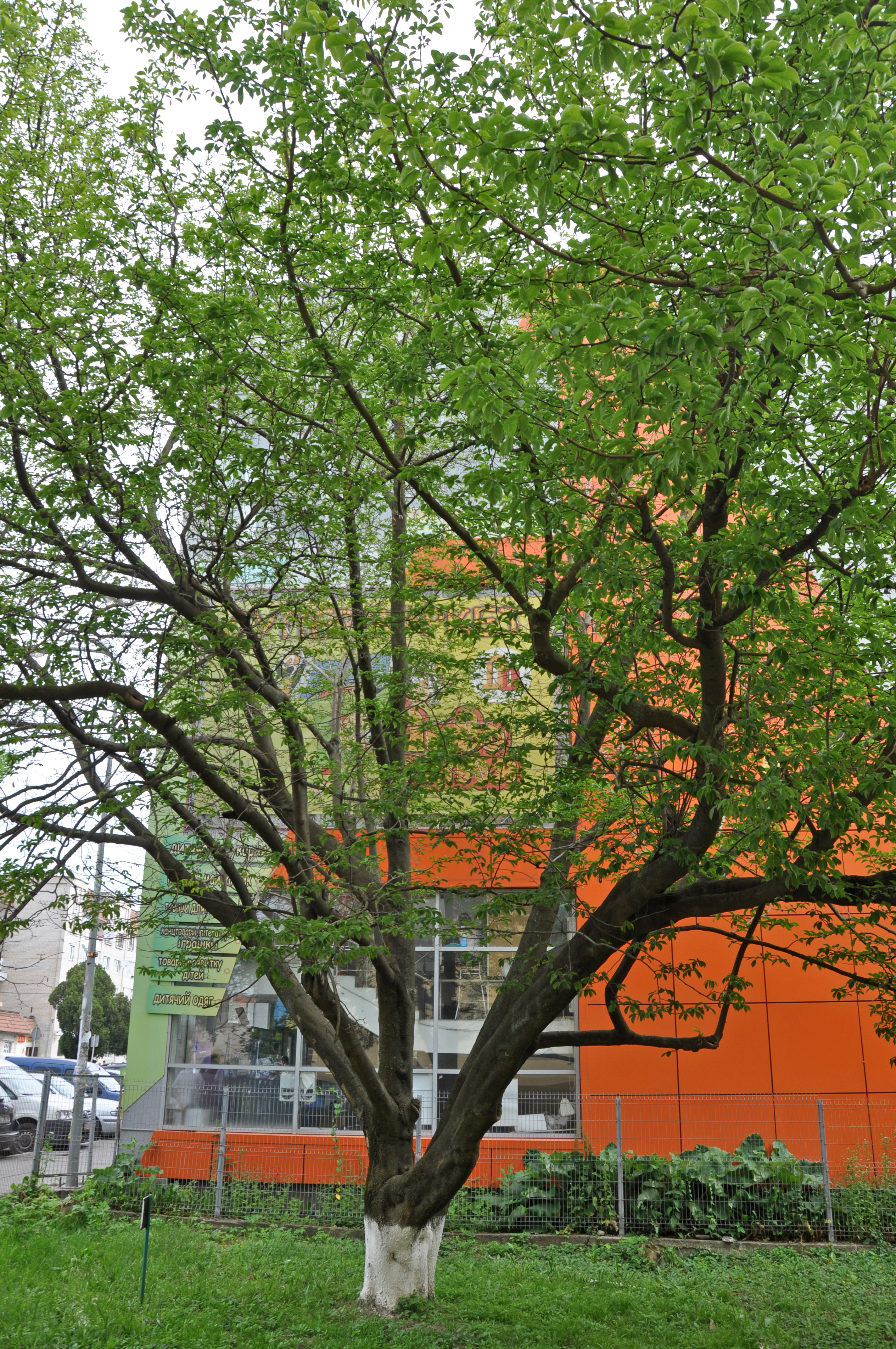
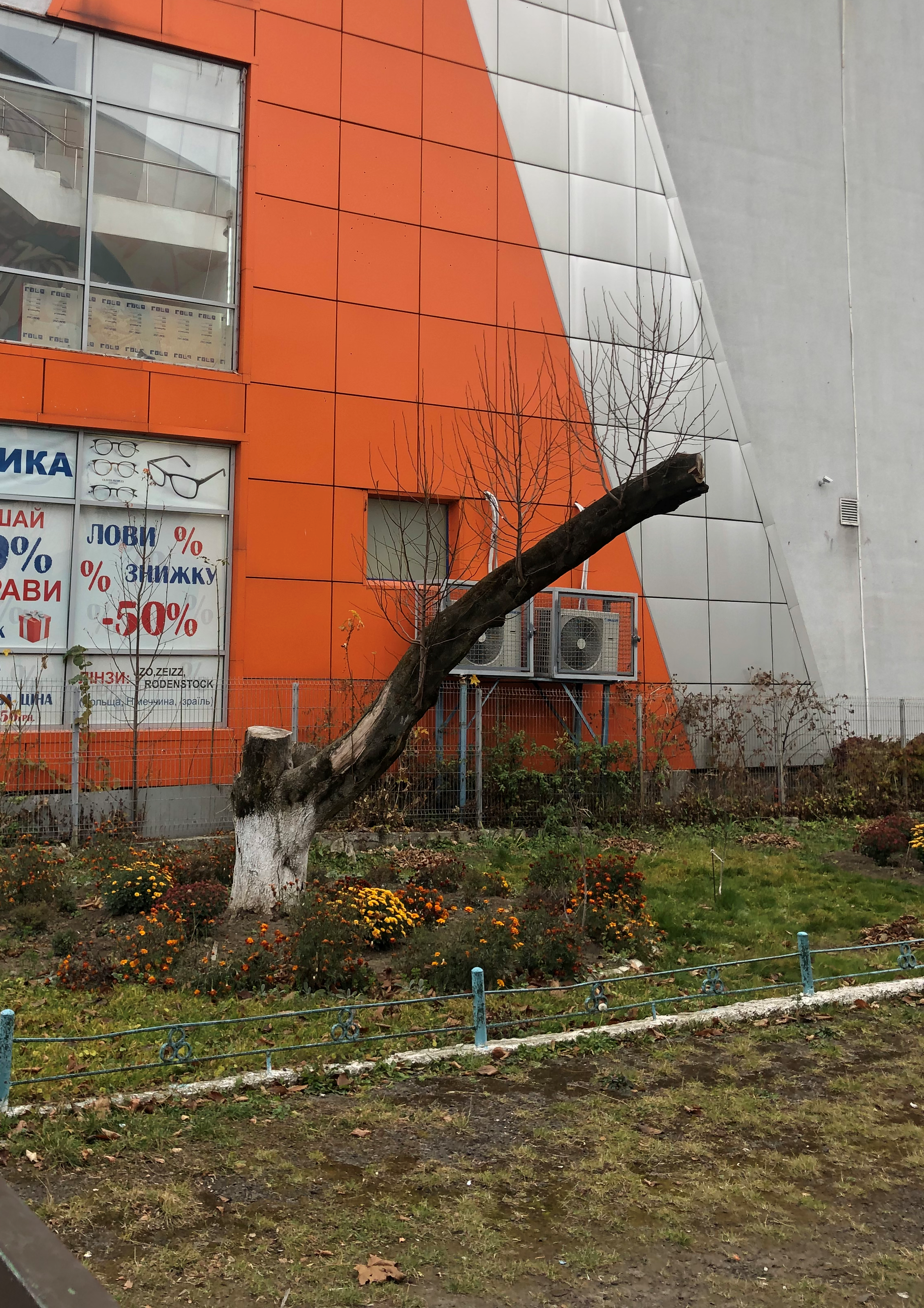